# 多田文男 (地理学者)
多田 文男（ただ ふみお、1900年7月3日 - 1978年3月15日）は、日本の地理学者、地形学者。東京大学名誉教授。

## 経歴
1900年、東京市下谷区（現在の台東区西部）で生まれた。東京府立第四中学校（東京都立戸山高等学校の前身）を卒業し、第八高等学校で学んだ。東京帝国大学理学部地理学科に学び、山崎直方、辻村太郎の指導を受けた。1923年、東京大学を卒業。
卒業後は、東京大学理学部助手に採用された。1926年、東京大学地震研究所助教授に昇格。1930年から1933年まで、文部省在外研究員としてドイツに留学し、ベルリン大学、ハレ大学で研究を行った。1933年に帰国し、東京大学理学部地理学科助教授に就任。1933年7月から10月には、第一次満蒙学術調査研究団に参加し、地質学調査にあたった。1941年、資源科学研究所の創設にともない同所員を兼任。その後、国立科学博物館への吸収合併による閉所まで兼任を続ける。1944年、学位論文『漢蒙交界地方の乾燥地形』を東京帝国大学に提出して理学博士号を取得。 
1953年、東京大学理学部教授に昇格。学界では、1956年から1960年まで、国際地理学連合 (IGU) 副会長を務めた。1961年に東京大学を定年退官し、名誉教授となった。その後は法政大学文学部教授、1966年からは駒澤大学文学部教授として教鞭をとった。1978年3月15日、駒澤大学を定年退職する直前、最後に出席した教授会の席で倒れ、急逝。喜寿を迎えた年であった。

## 研究内容・業績
東京大学で長く教鞭を執り、定年退官後は、法政大学、駒澤大学の専任教員を務めた。以上の大学以外に明治大学教授、法政大学教授を兼任しており、また九州大学、名古屋大学、北海道大学などで非常勤講師として教えた。
活断層の研究
活断層研究の先駆的研究者のひとりであり、応用地形学分野における河川地形と水害被害に関する研究を主導した。
多田文男外邦図コレクション
陸軍参謀本部陸地測量部によって作成・複製された日本領土外の地図(外邦図)が1940年に資源科学研究所ほかに運び出され、後に分配された。そのうち、資源科学研究所員の浅井辰郎により整理・分配されたものと木内信蔵助手らにより持ち出されたものに由来すると考えられる地図が、東京大学に残っている。整理済のもので13,725面ある。

## 著作
著書
- 『わが国土 3　関東地方』国民図書刊行会　1956
- 『自然環境の変貌 平野を中心として』東京大学出版会　1964

共編著
- 『日本の自然環境』編　三省堂出版　1951　社会科文庫
- 『日本航空写真地理』渡辺光共編　河出書房　1954
- 『アジア 付・オセアニア　社会科地理文庫』小堀巌共著　三省堂出版　1955
- 『現代地理講座』全7巻 石田竜次郎共編　河出書房　1956-57
- 『アマゾンの自然と社会』編　東京大学出版会　1957
- 『世界地誌』藤岡謙二郎・渡辺操共編　有信堂　1958

回顧企画展
- 企画展「第一次満蒙学術調査研究団～多田文男フィールドノートの記録から～」 駒澤大学禅文化歴史博物館 (2017.10.9～11.18)][7]